# Elecciones a las Cortes de Castilla-La Mancha de 2015

Las elecciones a las Cortes de Castilla-La Mancha de 2015, que dieron lugar a la IX Legislatura, se celebraron el 24 de mayo de dicho año, en el marco de las elecciones autonómicas de España de 2015. Debido a la nueva Ley Electoral de 2014, el número de diputados respecto a las elecciones de 2011 pasó de 49 a 33.

## Sistema electoral
| Reparto de escaños por circunscripciones |             |        |             |        |       |
| Albacete                                 | Ciudad Real | Cuenca | Guadalajara | Toledo | Total |
| 6                                        | 8           | 5      | 5           | 9      | 33    |
|                                          |             |        |             |        |       |

## Candidaturas y resultados definitivos
| ← Elecciones a las Cortes de Castilla-La Mancha de 2015 → | | |           |                        |                        |
| Partido                                                   | Listas de candidaturas proclamadas | Candidato a la presidencia | Votos     | %                      | Diputados              |
| Partido Popular                                           | Candidatura del PP en la provincia de Albacete1. Francisco Javier Núñez Núñez 2. Cesárea Arnedo Megías 3. Antonio Martínez Gómez 4. María Inmaculada López Núñez 5. Juan Antonio Moreno Moya 6. Amalia Gutiérrez Serrano Suplentes: Francisco Blasco Cuchillo, María Isabel Serrano Prada y Asensio Moreno Montoya Candidatura del PP en la provincia de Ciudad Real1. Francisco Cañizares Jiménez 2. María Dolores Merino Chacón 3. José Juan Jiménez Prieto 4. María Cortés Valentín González 5. Antonio José Lucas Torres López Casero 6. María Jesús Pelayo García 7. Martín Miguel Rubio Esteban 8. Carmen María Moltalbán Martínez Suplentes: Carlos Jesús Rivas Sánchez, Cristina Flora Molina Ciudad y Alberto Valdelomar Alises Candidatura del PP en la provincia de Cuenca1. Benjamín Prieto Valencia 2. María Pilar Martínez Peñarrubia 3. José Manuel Tortosa Ruiz 4. María Roldán García 5. José María Martínez López Suplentes: Ana María Soledad Masso Heras, Miguel Antonio Olivares Cobo y María Soledad Herrera Arribas Candidatura del PP en la provincia de Guadalajara1. Ana Cristina Guarinos López 2. Lorenzo Robisco Pascual 3. Marta Valdenebro Rodríguez 4. Jaime Celada López 5. Aurelia Hormaechea Gorría Suplentes: José Manuel Latre Rebled, Amelia Rodríguez Sánchez y Lucas Castillo Rodríguez Candidatura del PP en la provincia de Toledo1. María Dolores Cospedal García 2. Vicente Tirado Ochoa 3. María Carmen Riolobos Regadera 4. Carlos Velázquez Romo 5. Claudia Alonso Rojas 6. Carlos Alberto Madero Maqueda 7. Carolina Agudo Alonso 8. Francisco Javier Bravo Fernández 9. María del Olmo Lozano Suplentes: José Manuel Carmona Lillo, Marta Maroto Leñero y José Luis Sánchez-Mayoral García-Calvo | Candidatura del PP en la provincia de Albacete1. Francisco Javier Núñez Núñez 2. Cesárea Arnedo Megías 3. Antonio Martínez Gómez 4. María Inmaculada López Núñez 5. Juan Antonio Moreno Moya 6. Amalia Gutiérrez Serrano Suplentes: Francisco Blasco Cuchillo, María Isabel Serrano Prada y Asensio Moreno Montoya Candidatura del PP en la provincia de Ciudad Real1. Francisco Cañizares Jiménez 2. María Dolores Merino Chacón 3. José Juan Jiménez Prieto 4. María Cortés Valentín González 5. Antonio José Lucas Torres López Casero 6. María Jesús Pelayo García 7. Martín Miguel Rubio Esteban 8. Carmen María Moltalbán Martínez Suplentes: Carlos Jesús Rivas Sánchez, Cristina Flora Molina Ciudad y Alberto Valdelomar Alises Candidatura del PP en la provincia de Cuenca1. Benjamín Prieto Valencia 2. María Pilar Martínez Peñarrubia 3. José Manuel Tortosa Ruiz 4. María Roldán García 5. José María Martínez López Suplentes: Ana María Soledad Masso Heras, Miguel Antonio Olivares Cobo y María Soledad Herrera Arribas Candidatura del PP en la provincia de Guadalajara1. Ana Cristina Guarinos López 2. Lorenzo Robisco Pascual 3. Marta Valdenebro Rodríguez 4. Jaime Celada López 5. Aurelia Hormaechea Gorría Suplentes: José Manuel Latre Rebled, Amelia Rodríguez Sánchez y Lucas Castillo Rodríguez Candidatura del PP en la provincia de Toledo1. María Dolores Cospedal García 2. Vicente Tirado Ochoa 3. María Carmen Riolobos Regadera 4. Carlos Velázquez Romo 5. Claudia Alonso Rojas 6. Carlos Alberto Madero Maqueda 7. Carolina Agudo Alonso 8. Francisco Javier Bravo Fernández 9. María del Olmo Lozano Suplentes: José Manuel Carmona Lillo, Marta Maroto Leñero y José Luis Sánchez-Mayoral García-Calvo | 410 886   | 37,51                  | 16                     |
| Partido Socialista Obrero Español                         | Candidatura del PSOE en la provincia de Albacete1. Santiago Cabañero Masip 2. Josefa Navarrete Pérez 3. Emilio Sáez Cruz 4. María Pilar Callado García 5. Ramón Lara Sánchez 6. María Trinidad Moyano Parra Suplentes: Ignacio Hernando Serrano, María Hilaria Barrero Morote y Francisco García Alcaraz Candidatura del PSOE en la provincia de Ciudad Real1. José Manuel Caballero Serrano 2. Blanca Pilar Fernández Morena 3. Miguel Ángel González Caballero 4. Ana Isabel Abengózar Castillo 5. Fausto Marín Megía 6. María Inmaculada Palacios De Agustín 7. Miguel Ángel Cuenca Nieto Márquez 8. Rocío Sánchez Felguera Suplentes: Francisco Prado Moral, Rosa María López Simancas y Amando Ortega Ramos Candidatura del PSOE en la provincia de CuencaJosé Luis Martínez Guijarro 2. Carmen Torralba Valiente 3. Luis Enrique Hernández Castillejo 4. María Yolanda Aranda Garrido 5. Francisco Javier Moya Gallardo Suplentes: Carmen Barranco Plaza, Jordi Ruiz Molina y María Teresa Fernández Perona Candidatura del PSOE en la provincia de Guadalajara1. Rafael Esteban Santamaría 2. Araceli Martínez Esteban 3. José Luis Escudero Palomo (Independiente) 4. María Reyes Estévez Forneiro 5. José Alfredo Barra Clemente Suplentes: Laura Barbas Calvo, Marco Antonio Campos Sanchís y Bárbara García Torijano Candidatura del PSOE en la provincia de Toledo1. Emiliano García-Page Sánchez 2. María Agustina García Élez 3. Gregorio Jesús Fernández Vaquero 4. María Del Rosario García Saco 5. Fernando Mora Rodríguez 6. María De Los Ángeles Herrero Comendador 7. David Gómez Arroyo 8. María Concepción Monzón De Gracia 9. Rodrigo Moreno Contreras Suplentes: María José Ruiz Sánchez, José Manuel Martín Aparicio y Ester Martínez Palomo | Emiliano García-Page | 398 104   | 36,11                  | 15                     |
| Podemos                                                   | Candidatura de PODEMOS en la provincia de Albacete1. Gregorio López Sanz 2. María Sánchez Toledo 3. Francisco José Casamayor Santiago 4. Verónica Blanco Parreño 5. Alberto Martínez Cuartero 6. María Del Carmen Villar Cortes Suplentes: Roberto Antonio Serrano Gómez, María Carmen Fajardo Barba y Carlos Alberto Escobar Sánchez Candidatura de PODEMOS en la provincia de Ciudad Real1. María Romero Infante 2. Rubén Alejandro Gude Redondo 3. Ana Cecilia Brenes Montiel 4. Manuel Alba Arias García 5. Cristina Cancho Moreno 6. Fernando Campayo León 7. María Elena Arenas Cruz 8. Loic Javier Molinete Silvan Suplentes: María Luisa Ruiz Fernández, Emilio José Risco Rico y María del Rocío Rodríguez Calderón Candidatura de PODEMOS en la provincia de Cuenca1. María Ángeles García Jiménez 2. David García Rivero 3. Fátima Camacho Hontana 4. Andrés Fernández Ruiz 5. María del Carmen Gullón Fernández Suplentes: Óscar José Martínez Mendozar, Beatriz Francés Clemente y Miguel Ángel Rivas Pacheco Candidatura de PODEMOS en la provincia de Guadalajara1. David Llorente Sánchez 2. María Montserrat Jiménez Escobar 3. Fernando Plaza Mínguez 4. Vanessa Martín De Juan 5. Antonio Francisco Vila Ruiz Suplentes: Blanca Esther López Padín, Ignacio Gonzalo Blanco Muñoz y María Genoveva Bueno Bagase Candidatura de PODEMOS en la provincia de Toledo1. José García Molina 2. María Díaz García 3. Fernando Ustárroz Eugui 4. Cecilia Redondo Calabuig 5. Santos Jerónimo Corrochano 6. Sayla Gutíerrez Íñigo 7. José Manuel Perujo Campano 8. María Teresa Sánchez Aparicio 9. Enrique Luis Gómez Pérez-Grueso Suplentes: Begoña Rojas Gutíerrez, Juan Turón De Manuel y Irene Muñoz Escribano | José García Molina | 107 463   | 9,75                   | 2                      |
| Ciudadanos Partido de la Ciudadanía                       | Candidatura de Cs en la provincia de Albacete1. María Francisca Rubio Gómez 2. Ernesto Lario Muñoz 3. María Teresa García Arce 4. Jesús Serrano Plaza 5. María Llanos Prieto Martínez 6. Román Lacoba Martínez Suplentes: Elena Carrión Candel, Bernardo Armero Castro y María Agapita García Correoso Candidatura de Cs en la provincia de Ciudad Real1. Jesús Campos García de Mateos 2. Ana Blanes Martín-Portugués 3. Julio Robledo Garrido 4. Ángela López Castro 5. Santiago Benito Perona 6. María Cruz Rodríguez Barriguete 7. Juan Carlos Sendarrubias Martín 8. Carolina Morato Calvo Suplentes: José Domingo Díaz Meler, Raquel Marín Saucedo y Manuel Almodóvar Rodríguez Candidatura de Cs en la provincia de Cuenca1. Jaime Saiz Leal 2. Laura Victoria Fernández González 3. David Prieto Lozano 4. Isabel Heras Olmeda 5. Miguel Ángel Pérez Tebar Suplentes: María Isabel Ochoa Izquierdo, Adolfo Fernández Grimaldos y Ofelia Martínez Muñoz Candidatura de Cs en la provincia de Guadalajara1. Luis Miguel Simancas Cantador 2. Almudena Sanz Cerezo 3. Juan Carlos Gil Rodrigo 4. Elena Martín Monzón 5. Francisco Ginés Martínez Suplentes: Orlena María Miguel Muñoz, Antonio José De Lamo Villar y Yolanda Ramírez Juárez Candidatura de Cs en la provincia de Toledo1. Ángel Ligero López 2. María Fátima Paz Fuentes 3. Carlos Espadas González 4. María Estrella Bueno González 5. Rafael Cano García 6. María Felisa Moreno Martín-Nieto 7. Miguel Millán Tirado 8. María Del Mar Ramé Miguel 9. Jorge Fernández Torres Suplentes: María Mercedes Villa Rus, David Muñoz Zapata y Judith Lara Palamores | Ángel Ligero | 95 230    | 8,64                   |                        |
| Ganemos Castilla-La Mancha Los Verdes Izquierda Unida     | Candidatura de GANEMOS-LV-IU en la provincia de Albacete1. Daniel Martínez Sáez 2. Rosa María Rodríguez Berlanga 3. Cristian Ibáñez Delegido 4. Beatriz Jiménez Lorenzo 5. Juan Blanco Castellanos 6. María Cesarea Borja Gómez Suplentes: Emilio José Zamora Martínez, María Mora Oliver y Vicente Tendero Haro Candidatura de GANEMOS-LV-IU en la provincia de Ciudad Real1. Miguel Ramírez Muñoz 2. Alicia Illescas Cano 3. Ángel Aguas Nuevo 4. María de la Cruz Fernández Pimienta 5. Jesús Manuel Manchón Sierra 6. Juana Caro Marín 7. Ángel Rodríguez Sánchez 8. Miriam Pinilla Cano Suplentes: Serafín Bresó Rodríguez, Tamara de Gregorio Gómez y Pedro César Mellado Moreno Candidatura de GANEMOS-LV-IU en la provincia de Cuenca1. Ana Cruz Muñoz (IU) 2. Jesús Martínez García (IU) 3. Mercedes Ruiz Martínez (IU) 4. Ángel Luis Alcolado Fernández (IU) 5. Yesica Mínguez Delgado (IU) Suplentes: Raquel García García (IU), José Vicente Mota de la Fuente (IU) y Ana María Sánchez Domingo (IU) Candidatura de GANEMOS-LV-IU en la provincia de Guadalajara 1. Juan Manuel Monasterio Cruz 2. María José Pérez Salazar 3. Antonio Calvo Andersson 4. Elena Loaisa Oteiza 5. Javier Morales De La Llana Suplentes: Adela Somolinos Julia, Antonio Maldonado González y Saturnina Casillas Martín Candidatura de GANEMOS-LV-IU en la provincia de Toledo1. José Alejandro Ávila Sánchez 2. Ana Del Amor Alcaraz Caballero 3. Riiko Lauri Sakkinen 4. María Isabel Álvarez Domínguez 5. René Moya León 6. María Olga Ávalos Rebollo 7. José Luis Maqueda Honra 8. María Antonia Ramos Plaza 9. Ramón David González Hernández Suplentes: Patricia Ballesteros Sánchez-Infantes, Rodolfo Tello Hernández y María del Mar Molina Garcia-Alcañiz | Alejandro Ávila | 34 230    | 3,10                   | 0                      |
| Unión, Progreso y Democracia                              | Candidatura de UPyD en la provincia de Albacete1. Marta Pilar Martínez Álvarez 2. Rafael Soriano Olivares 3. Carmen De La Cuadra Vila 4. Francisco Cañadas Martínez 5. Laura Yáñez Piqueras 6. Paulo Jorge Correia Realista Suplentes: Susana Tendero Cañadas, Sergio Gallego Abellán y María De La Paloma López Moreno Candidatura de UPyD en la provincia de Ciudad Real1. José Manuel Valadés Palomo 2. María Pilar Maeso Jareño 3. Antonio Javier Calzado Aranda 4. Luz María Muñoz-Quirós Ucendo 5. Manuel Eugenio Sánchez Rodríguez 6. Visitación Gloria Sáez Lara 7. David García Huertas 8. María Amparo Mesa Cumplido Suplentes: José Ramón Sánchez García, Trinidad Maroto Mojonero y Rafael Olivares Muñoz Candidatura de UPyD en la provincia de Cuenca1. Adrián Laín Pérez 2. Begoña Pareja Benito 3. Vicente Meco Zabala 4. María José del Rincón Artero 5. Ángel Madrigal Molero Suplentes: David González Arias, Ana María López Ruiz (Independiente) y Juan Andrés Buedo García Candidatura de UPyD en la provincia de Guadalajara1. Serafín Tallón Lobo 2. Ana Rosa Quintana Edesa 3. José Joaquín Ormazábal Fernández 4. María De Los Ángeles López Galdeano 5. Alejandro Gajero Bernal Suplentes: Myriam Barat Conejos, Jorge Vázquez Jiménez y Ana Edith González Pérez Candidatura de UPyD en la provincia de Toledo1. Celia Esther Cámara Gasanz 2. Narciso Pérez Puerta 3. Juana María Cano Cano 4. Ángel Luis Villar Saiz 5. Amanda De Lucio Moreno 6. Eugenio Luján Palma 7. María Del Pilar Alonso Soria 8. Jaime Fernández Castillo 9. Carmen Lourdes García González Suplentes: Rodrigo Dueñas Collado, Raquel Bañón García y Eugenio Moreno Luján | Celia Esther Cámara | 10 866    | 0,99                   | 0                      |
| Partido Animalista Contra el Maltrato Animal              | Candidatura del PACMA en la provincia de Albacete1. Javier Navarro Albal 2. Bárbara Muñoz Gómez 3. Diego Bernabéu Muñoz 4. María Ascensión González Pastrana 5. Andrés Mario González Martín 6. Silvia Rodríguez Campos Suplentes: Mónica Valenciano Bustos, Francisco José Lucerón Manzaneque y María Amada Ruescas Malagón Candidatura del PACMA en la provincia de Ciudad Real1. Javier Labajo Antequera 2. María del Carmen Martínez Bautista 3. Carlos Rodríguez Hervás 4. Raquel Díaz De La Cruz 5. Rafael Benezet Mazuecos 6. Nuria Pariente López 7. Francisco Javier Plaza Cabañas 8. María Pilar Suárez Raja Suplentes: María Teresa Sánchez Navarro, Manuel Ángel González Berruga y Susana Quintana Castellanos Candidatura del PACMA en la provincia de Cuenca1. Victoria Ángela de la Vega Martínez 2. Luis Carlos Fernández Castellanos 3. María Victoria Aguilar Pastor 4. Pedro Martín Marzo Rubio 5. María Rosa Martínez Martínez Suplentes: Julio Luis Ael Azúcar, Susana Acedo Haro y Jesús Cortijo Aguado Candidatura del PACMA en la provincia de Guadalajara1. Lorena Vargas Tortosa 2. Miguel Ángel Ibáñez Rico 3. Cristina García Moreno 4. Francisco Javier Naranjo Castellano 5. Inés María Rodrigo Monge Suplentes: Pedro Pérez Silvestre, Susana Barrios García y Iván García Sánchez Candidatura del PACMA en la provincia de Toledo1. María Esther Durán González 2. Jesús Aguilera Sánchez 3. Nuria Pérez Secaduras 4. Antonio Muñoz Pérez 5. Rut Díaz Díaz-Chirón 6. Manuel Vilreales Núñez De Arenas 7. María Isabel Cuesta Sánchez 8. Fernando Sánchez-Ríos Expósito 9. Cristina Puente de La Cruz Suplentes: Sergio de Blas Mediavilla, Montserrat Yepes Ramírez y Roberto Badajoz Barquilla | Esther Durán | 8943      | 0,81                   | 0                      |
| Vox                                                       | Candidatura de Vox en la provincia de Albacete1. Delfín Córcoles Peña 2. Estefanía Paterna Ruiz (Independiente) 3. Miguel Quintanilla de Torres 4. Remedios Núñez Lázaro (Independiente) 5. José Antonio Ruiz Barba 6. María del Valle de Moya Martínez (Independiente) Suplentes: Samuel González García, Raquel Ferrer Cano y Florencio Ballesteros Escribano Candidatura de Vox en la provincia de Ciudad Real1. Jesús Felipe Sánchez Crespo Ruiz del Moral 2. Cristina Vacas Narváez 3. Ramón Sánchez-Migallón Alcarazo 4. María Isabel Buitrago Fino 5. Jesús Israel Sánchez Moncalvillo 6. María Sacramento Córdoba Colado 7. Daniel López Peinado 8. Concepción Gragera Sagredo Suplentes: Luis Juan Blazquez García Valenzuela, Ana María González Martín y José Luis Vera Santos Candidatura de Vox en la provincia de Cuenca1. José Agustín García Arribas 2. Eva María Fuertes Rozas (Independiente) 3. Oscar Medianero López (Independiente) 4. Cecilia Esther García Arribas (Independiente) 5. Alberto Ponce García Suplentes: Blanca Pardo Aguilar (Independiente), Juan José Jesús Usano Martínez y María Inmaculada Serrano Bravo (Independiente) Candidatura de Vox en la provincia de Guadalajara1. Antonio De Miguel Antón 2. Nélida Marina Albacete Alonso 3. Javier Romero Ortega 4. María Soledad Marta Navarro Fernández 5. Miguel Ángel Sánchez Sánchez Suplentes: María Eugenia Ortega Sánchez, Juan Muñoz Calero y Gloria Calvo Santos-García Candidatura de Vox en la provincia de Toledo1. Beatriz Cano González 2. Rodrigo Rodríguez García 3. Flavia Aurelia Macías Portillo 4. Jonathan González Colilla 5. Carmen Eileen García Ortega 6. José Carlos Gento Rubio 7. María del Valle Vaquero Serrano 8. Pedro José Rodríguez Rodríguez 9. Yolanda Pérez Rojas Suplentes: Ildefonso Ortego Pérez, María Inés Ruiz Resino y Antonio Jarama Fernández | Beatriz Cano | 5302      | 0,48                   | 0                      |
| Unión de Ciudadanos Independientes                        | Candidatura de UCIN en la provincia de Albacete1. José Marco Montoro 2. Cristina Quintana Milán (Independiente) 3. Joaquín Medina Iñíguez (Independiente) 4. María Josefa Richart Martínez (Independiente) 5. Vicente Cerón Lacoba (Independiente) 6. María Amparo Domenech Pico (Independiente) Suplentes: José María Castellanos Sáez, María del Carmen Segura Banegas y Francisco Picazo Requena Candidatura de UCIN en la provincia de Ciudad Real1. Ángel Montealegre Comino 2. Vicenta Fernández López 3. Fulgencio Flox Rodríguez 4. Mª Gema Azañón Mateos 5. Fernando García Santos 6. Julia Díaz Pérez 7. Francisco Velasco Friginal 8. Mª del Carmen García Masegosa Suplentes: Guillermo Gainza Solano, Francisca Herance Nicolás y Valentín Barbera Campos Candidatura de UCIN en la provincia de Cuenca1. Felipe Rodríguez de Guzmán García Consuegra 2. Rosario Jiménez Bustamante (Independiente) 3. Antonio Priscilio Muela Palomares (Independiente) 4. María De Las Nieves Ormeño Castillo (Independiente) 5. Domingo Campo Fernández (Independiente) Suplentes: Ángela Arias Agudo (Independiente), Jesús Manuel Úbeda Soria (Independiente) y Francisca Soria Caparrós (Independiente) Candidatura de UCIN en la provincia de Guadalajara1. Juan Carlos Castellanos Tejado 2. María De Los Llanos Serrano Alonso (Independiente) 3. José Antonio Pérez García (Independiente) 4. María Teresa Del Amo Rubio (Independiente) 5. Pablo Úbeda Cenjor (Independiente) Suplentes: Manuela Córdoba Román (Independiente), Dámaso Alberto Anaya Moreno (Independiente) y María De La Cinta Marcos De León García (Independiente) Candidatura de UCIN en la provincia de Toledo1. María Pilar Castellanos Castillo 2. José Rubén Valiente Braojos 3. Almudena Teresa Pallás Alonso 4. Pedro Ruz Vega 5. Belinda Meneses Esteban 6. José Guillermo Jiménez Colas 7. Estíbaliz Berrocal Jimeno 8. José Felipe Calero Cabanilla 9. Alicia Tórtola López Suplentes: Ángel Julián Merino Vivar, María Del Rosario Martín Illescas y César Sánz Castaño | José Luis Sánchez | 5061      | 0,46                   | 0                      |
| Los Verdes Grupo Verde                                    | Candidatura de LV-GV en la provincia de Cuenca1. Víctor Miguel García de Lucas 2. Flor Ángeles Dolz Espejo 3. Miguel Ángel Villalvilla Soria 4. María Carmen Martínez Sánchez 5. Francisco Javier Olivares González Suplentes: María Teresa Pardo Defez, Ángel Albaladejo Cuenca y Rebeca Alonso Cebrián Candidatura de LV-GV en la provincia de Toledo1. Ángel García Díaz 2. María del Carmen Almena Alcántara 3. Antonio Torres Torres 4. María Victoria Cañibano Chapado 5. Fernando Martín Rodríguez 6. María Carmen Díaz Puebla 7. Gaspar Olmo Calero 8. María Luisa Gutiérrez Torres 9. Juan Pérez Ortega Suplentes: Pilar Díaz Puebla, Francisco Ruiz Casero y Belinda Pérez Díaz | | 1918      | 0,17                   | 0                      |
| Partido Castellano Unidad Castellana                      | Candidatura del PCAS en la provincia de Albacete1. Lorenzo Amaro Peces (PCAS) 2. Purificación Portilla Herraiz (PCAS) 3. Juan Luis Segura Cobo (PCAS) 4. María Esperanza Zahonero Martínez (PCAS) 5. Miguel Ángel Peces Romero (PCAS) 6. María Socorro Valenciano Valenciano (PCAS) Suplentes: José Javier López Olmedilla (PCAS), María Villena Castell (PCAS) y Francisco Portilla Herráiz (PCAS) Candidatura del PCAS-UdCa en la provincia de Ciudad Real1. Emilio Nieto López 2. Josefa Zamora Díaz 3. Manuel Ángel Alcaide Valencia 4. Adela Serrano Moraga 5. Gabriel-Ignacio Úbeda Ormeño 6. Alicia Sánchez Mendoza 7. Fernando Casas Galán 8. Ángela Cano Fernández Suplentes: Miguel A. Pisa Almodóvar, Justa Lara López Pastor y Antonio Martín Pérez Candidatura del PCAS en la provincia de Cuenca1. María Dolores Álvaro Guijarro (PCAS) 2. Clemente de los Santos Benito (PCAS) 3. María de las Mercedes Panadero Bermejo (PCAS) 4. Vicente Puig Peñarrubia (PCAS) 5. María De La Cruz Carlavilla Sanz (PCAS) Suplentes: Juan Manuel Martínez Gutiérrez (PCAS) y Encarnación Tribaldos Villar Del Saz (PCAS) Candidatura del PCAS en la provincia de Guadalajara1. Julio Peco Sigüenza 2. Isabel García-Pliego Martín-Consuegra 3. Alberto Fuentes Galán 4. Raquel Portilla Villega 5. Eduardo Bonilla Ruiz Suplentes: Soledad Aixa Silgado Martínez, Pedro Mambrilla Cancho y Sagrario Serrano Corpa Candidatura del PCAS en la provincia de Toledo1. Antonio Fernández Rincón 2. Marina Eva Llópiz Jímenez 3. Santiago Sánchez Jimeno 4. Rosario Muñoz Martín 5. Guillermo Hernández Uría 6. Ester Moreno Fernández 7. Carlos Félix Fraguas 8. Paula Ruiz Oreja 9. Félix Padilla Gómez-Guillamón Suplentes: Montserrat Díaz García, Pedro Manuel Soriano Galán, Nuria Braojos Jumela | | 1532      | 0,14                   | 0                      |
| Partido Comunista de los Pueblos de España                | Candidatura del PCPE en la provincia de Albacete1. José Manuel Miguel Eguía 2. Irene Serrano Jiménez 3. Cristian Lozano Ponce 4. Ana Muñoz García 5. Iván Alemañy García 6. Teresa Rodríguez Meliá Suplentes: Jaime Oliver Cortés, Encarnación Aznar Jiménez y Daniel Amoraga Córdoba Candidatura del PCPE en la provincia de Toledo1. José Antonio Doblado Pérez 2. Noelia Vicente Pantoja 3. David Espinosa Cuadrado 4. Dolores Quevedo Bullido 5. Jesús Valeriano Delegido Gómez 6. Rosa Cáceres Largo 7. Miguel Cebrián Carrasco 8. Catalina Naranjo Guerrero 9. Rodrigo Molina Bermúdez Suplentes: María Natividad Bañares Raso, José García de la Parra Del Valle y María Teresa Pantoja Bargueño | | 987       | 0,09                   | 0                      |
| Liberales e Independientes por Manzanares                 | Candidatura de Lib. e Indep. por Manzanares en la provincia de Ciudad Real1. Juan Rodríguez Rubio 2. Elena-Margarita Cayarol Toral 3. Felipe Molina Gámez 4. Olga Pardos Roldán 5. Tomás Nieto Rodríguez 6. Carolina Delgado Gómez Del Pulgar 7. José Vicente Herrerías Ruiz 8. Fátima Arroyo Gallego Suplentes: Julián Joaquín Moya Cabrera, Cristina Delgado Guerrero y José Ignacio Ochoa Amo | | 287       | 0,03                   | 0                      |
| Votos en blanco                                           | Votos en blanco | Votos en blanco | 19 256    | 1,74                   | N/A                    |
| Votos válidos                                             | Votos válidos | Votos válidos | 1 102 528 | 100,00                 | N/A                    |
| Votos nulos                                               | Votos nulos | Votos nulos | 24 609    | Participación: 71,50 % | Participación: 71,50 % |
| Votos                                                     | Votos | Votos | 1 127 147 | Participación: 71,50 % | Participación: 71,50 % |
| Electores                                                 | Electores | Electores | 1 576 351 | Participación: 71,50 % | Participación: 71,50 % |

## Encuestas

### Intención de voto
| Sondeo                                     | Encuestadora | -          |        |        |       |       |       |       | Otros/ En blanco |
| 2011                                       |              |            |        |        |       |       |       |       |                  |
| Elecciones a las Cortes 22 de mayo de 2011 | -            | Porcentaje | 48,11% | 43,40% | 3,84% | 1,78% | -     | -     | 3,57%            |
| Elecciones a las Cortes 22 de mayo de 2011 | -            | Escaños    | 25     | 24     | 0     | 0     | -     | -     | -                |
| 2014                                       |              |            |        |        |       |       |       |       |                  |
| Sondeo Alfa 15 julio de 2014               | -            | Porcentaje | 24,4%  | 24,9%  | 8,6%  | 7,9%  | 17,4% | 8,5%  | 8,4%             |
| Sondeo Alfa 15 julio de 2014               | -            | Escaños    | 11     | 11     | 2     | 1     | 6     | 2     | -                |
| La Razón octubre de 2014                   | NC Report    | Porcentaje | 42,6%  | 35,5%  | 3,2%  | 3,4%  | 12,4% | -     | 2,9%             |
| La Razón octubre de 2014                   | NC Report    | Escaños    | 17     | 13     | 0     | 0     | 3     | -     | -                |
| 2015                                       |              |            |        |        |       |       |       |       |                  |
| ABC enero de 2015                          | GAD3         | Porcentaje | 42,3%  | 32,5%  | -     | -     | 11,6% | -     | 13,6%            |
| ABC enero de 2015                          | GAD3         | Escaños    | 18     | 11     | 0     | 0     | 4     | -     | -                |
| Sondeo Asturbarómetro enero de 2015        | -            | Porcentaje | 42,9%  | 28,1%  | 2,7%  | 2,8%  | 16,4% | 2,4%  | -                |
| Sondeo Asturbarómetro enero de 2015        | -            | Escaños    | 17     | 10     | 0     | 0     | 6     | -     | -                |
| Sondeo interno PP enero de 2015            | -            | Porcentaje | -      | -      | -     | -     | -     | -     | -                |
| Sondeo interno PP enero de 2015            | -            | Escaños    | 18     | 10     | 0     | 0     | 5     | -     | -                |
| Sondeo interno PP febrero de 2015          | -            | Porcentaje | -      | -      | -     | -     | -     | -     | -                |
| Sondeo interno PP febrero de 2015          | -            | Escaños    | 17     | 11-14  | 1-2   | 0     | 4-5   | 0     | -                |
| Sondeo interno PP y PSOE febrero de 2015   | -            | Porcentaje | -      | -      | -     | -     | -     | -     | -                |
| Sondeo interno PP y PSOE febrero de 2015   | -            | Escaños    | 14-15  | 14-16  | 0     | 0     | 3-5   | 0     | -                |
| ABC febrero de 2015                        | GAD3         | Porcentaje | 42,30% | 32,5%  | -     | -     | 11,6% | -     | -                |
| ABC febrero de 2015                        | GAD3         | Escaños    | 18     | 11     | 0     | 0     | 4     | 0     | -                |
| Sondeo La Calle marzo de 2015              | -            | Porcentaje | 35,4%  | 36,4%  | 2,8%  | 3,6%  | 11,9% | 7,8%  | 2,1%             |
| Sondeo La Calle marzo de 2015              | -            | Escaños    | 14     | 14     | 0     | 0     | 4     | 1     | -                |
| La Razón marzo de 2015                     | NC Report    | Porcentaje | 42,3%  | 33,1%  | 2,8%  | 1,1%  | 10,0% | 9,2%  | 1,5%             |
| La Razón marzo de 2015                     | NC Report    | Escaños    | 17-18  | 10-11  | 0     | 0     | 2-3   | 2-3   | -                |
| Sondeo La Calle 11-17 de abril de 2015     | -            | Porcentaje | 35,1%  | 37,1%  | 3,1%  | 2,9%  | 11,2% | 8,5%  | 2,2%             |
| Sondeo La Calle 11-17 de abril de 2015     | -            | Escaños    | 14     | 14     | 0     | 0     | 4     | 1     | -                |
| Sondeo Noxa Consulting abril de 2015       | -            | Porcentaje | 35,1%  | 37,09% | -     | -     | 11,7% | 8,45% | -                |
| Sondeo Noxa Consulting abril de 2015       | -            | Escaños    | 14     | 14     | 0     | 0     | 4     | 1     | -                |
| ABC 23-28 de abril de 2015                 | GAD3         | Porcentaje | 40,1%  | 25,5%  | 3,6%  | 0,8%  | 9,1%  | 16,9% | 4%               |
| ABC 23-28 de abril de 2015                 | GAD3         | Escaños    | 17-18  | 9-10   | 0     | 0     | 2-3   | 3-5   | -                |
| Sondeo CIS abril de 2015                   | -            | Porcentaje | 34,9%  | 35,1%  | 3,3%  | 1,4%  | 9,9%  | 12,0% | -                |
| Sondeo CIS abril de 2015                   | -            | Escaños    | 14-15  | 13     | 0     | 0     | 2     | 3-4   | -                |
| El País mayo de 2015                       | Metroscopia  | Porcentaje | 35,1%  | 26,6%  | -     | -     | 12,6% | 17,6% | 8,1%             |
| El País mayo de 2015                       | Metroscopia  | Escaños    | 14     | 10     | 0     | 0     | 4     | 5     | -                |
| ABC mayo de 2015                           | GAD3         | Porcentaje | 39,4%  | 27,5%  | 3,3%  | 1,0%  | 10,6% | 14,2% | 4%               |
| ABC mayo de 2015                           | GAD3         | Escaños    | 16-17  | 10-11  | 0     | 0     | 2-3   | 3-4   | -                |

## Jornada electoral

### Participación
|  | 38,4 % |

|  | 41,46 % |

|  | 55,29 % |

|  | 58,45 % |

|  | 71.50 % |

|  | 75.96 % |

### Sondeos publicados el día de las elecciones
El día de las elecciones, tras el cierre de las urnas, a las 20:00 horas, 'GAD3' publicó en 'Antena 3' los resultados en escaños de las encuestas que había venido realizando durante las últimas semanas. 
| Instituto | Medio de publicación | Fecha      | Hora  |       |       |     |     |
| --------- | -------------------- | ---------- | ----- | ----- | ----- | --- | --- |
| GAD3      | Antena3              | 24/05/2015 | 20:00 | 15-16 | 13-14 | 2-3 | 0-3 |

### Escrutinio

#### Resultados por provincias

Partido más votado por provincias:
PP
PSOE

|  | Candidaturas                      | Albacete | Ciudad Real | Cuenca | Guadalajara | Toledo | Total |
|  | --------------------------------- | -------- | ----------- | ------ | ----------- | ------ | ----- |
|  | Partido Popular                   | 3        | 4           | 3      | 2           | 4      | 16    |
|  | Partido Socialista Obrero Español | 3        | 4           | 2      | 2           | 4      | 15    |
|  | Podemos                           | 0        | 0           | 0      | 1           | 1      | 2     |
|  | Total                             | 6        | 8           | 5      | 5           | 9      | 33    |

## Investidura de los nuevos cargos

### Constitución de las Cortes y elección de sus órganos de gobierno
El 18 de junio de 2015 se constituyeron las nuevas Cortes de Castilla-La Mancha, los grupos políticos eligieron a sus representantes en la Mesa de las Cortes, incluido el Presidente de la Junta de Comunidades de Castilla-La Mancha, así como los miembros de las comisiones y delegaciones parlamentarias.
| Órganos políticos de la IX Legislatura         |         |                                  |
| Cargo                                          | Partido | Titular                          |
| Presidente de las Cortes de Castilla-La Mancha |         | Gregorio Jesús Fernández Vaquero |
| Vicepresidente primero                         |         | José García Molina               |
| Vicepresidente segundo                         |         | Vicente Tirado Ochoa             |
| Secretaria primero                             |         | Josefa Navarrete Pérez           |
| Secretaria segundo                             |         | Cesárea Arnedo Megías            |
| Portavoz del Grupo Popular                     |         | Francisco Cañizares Jiménez      |
| Portavoz del Grupo Socialista                  |         | José Luis Martínez Guijarro      |
| Portavoz del Grupo de Podemos                  |         | David Llorente Sánchez           |
| Fuente: Cortes de Castilla-La Mancha           |         |                                  |

## Elección e investidura del Presidente de la Junta de Comunidades
| Resultado de la votación de investidura del Presidente de la Junta de Comunidades de Castilla-La Mancha |                                                        |      |    |    |   |       |
| Candidato                                                                                               | Fecha                                                  | Voto |    |    |   | Total |
| Emiliano García-Page (PSCM-PSOE)                                                                        | 1 de julio de 2015 Mayoría requerida: absoluta (17/33) | Sí   |    | 15 | 2 | 17/33 |
| Emiliano García-Page (PSCM-PSOE)                                                                        | 1 de julio de 2015 Mayoría requerida: absoluta (17/33) | No   | 16 |    |   | 16/33 |
| Emiliano García-Page (PSCM-PSOE)                                                                        | 1 de julio de 2015 Mayoría requerida: absoluta (17/33) | Abs. |    |    |   | 0/33  |